# Luis Stadlober
Luis Stadlober, né le 23 juillet 1991 à Schladming, est un fondeur autrichien.

## Biographie
Il est le fils du fondeur Alois Stadlober et de la skieuse alpine Roswitha Steiner et le frère de la fondeuse Teresa Stadlober.
Membre du club SC Sparkasse Radstadt-Salzburg, Luis Stadlober fait ses débuts en Coupe OPA en 2008. Il reçoit ses premières sélections dans l'équipe nationale pour le Festival olympique de la jeunesse européenne en 2009 et les Championnats du monde junior en 2010.
Il obtient son premier titre de champion d'Autriche en 2015, gagnant la poursuite sur dix kilomètres libre.
Il prend part à sa première manche de Coupe du monde en fin d'année 2015. Il marque ses premiers points en janvier 2016 sur le Tour de ski à Lenzerheide (25e du sprint libre), ce qui restera son meilleur résultat à ce niveau.
Aux Championnats du monde 2017, à Lahti, il est 45e du sprint libre et 37e du quinze kilomètres classique.
Aux Jeux olympiques d'hiver de 2018, à Pyeongchang, il est 50e du sprint classique et 13e du relais, résultat plus tard annulé. 
Il court sa dernière compétition majeure en 2019 avec les Championnats du monde qui ont lieu à domicile à Seefeld. Prenant sa retraite sportive cet hiver, il signe son seul podium dans la Coupe OPA au quinze kilomètres classique de Planica (2e).

## Palmarès

### Jeux olympiques d'hiver
| Épreuve / Édition   | Sprint                           | Sprint    | 15 km | 15 km                            | Skiathlon 2 × 15 km | 50 km | Relais | Relais    |
| Épreuve / Édition   | libre                            | classique | libre | classique                        | Skiathlon 2 × 15 km | 50 km | Sprint | 4 × 10 km |
| JO 2018 Pyeongchang | Épreuve inexistante à cette date | 50e       | -     | Épreuve inexistante à cette date | —                   | —     | -      |           |

### Championnats du monde
| Épreuve / Édition     | Sprint | Sprint                           | 15 km                            | 15 km     | Skiathlon 2 × 15 km | 50 km libre | Relais | Relais    |
| Épreuve / Édition     | libre  | classique                        | libre                            | classique | Skiathlon 2 × 15 km | 50 km libre | Sprint | 4 × 10 km |
| Mondiaux 2017 Lahti   | 45e    | Épreuve inexistante à cette date | Épreuve inexistante à cette date | 37e       | —                   | —           | 18e    | -         |
| Mondiaux 2019 Seefeld | 49e    | Épreuve inexistante à cette date | Épreuve inexistante à cette date | 56e       | —                   | —           | -      | —         |

Légende :
- : pas d'épreuve
- — : Non disputée par Luis Stadlober

### Coupe du monde
- Meilleur classement général : 134e en 2016.
- Meilleur résultat individuel : 25e.

#### Classements en Coupe du monde
| Année/Classement | Année/Classement | Général | Général | Sprint | Sprint | Distance | Distance |
| ---------------- | ---------------- | ------- | ------- | ------ | ------ | -------- | -------- |
| Année/Classement | Année/Classement | Class.  | Points  | Class. | Points | Class.   | Points   |
| 2016             | 2016             | 134e    | 15      | 86e    | 8      | -        | -        |
| 2017             | 2017             | 171e    | 1       | 100e   | 1      | -        | -        |

### Coupe OPA
- 1 podium.

### Championnats d'Autriche
- Champion sur la poursuite 10 kilomètres libre en 2015.
- Champion sur le sprint libre en 2017 et 2019.